# Прва коњичка дивизија
Прва коњичка бригада била је коњичка јединица Народноослободилачке војске Југославије (НОВЈ), формирана током Другог светског рата у Југославији. Имала је значајну улогу у завршним операцијама за ослобођење земље, укључујући борбе за Београд и на Сремском фронту.

## Формирање и састав
Прва коњичка бригада НОВЈ формирана је 15. септембра 1944. године у селу Славковица код Љига, одлуком Штаба Првог пролетерског корпуса. Циљ формирања био је стварање покретљиве јединице способне за брза дејства, гоњење непријатеља, извиђачко-обавештајне задатке, патролирање, заседе, изненадне нападе, као и за садејство са пешадијским бригадама.
Првобитни штаб бригаде чинили су:
- Карло Шуман, заменик команданта
- Боро Шајиновић, заменик политичког комесара
- Алекса Вуковић, интендант
- Драган Булат, обавештајни официр
- Мирко Зорић, референт бригадног санитета

Касније је за команданта бригаде постављен Срећко Стојадиновић.
Због недовољног бројног стања у тренутку формирања, бригада је у почетку имала два дивизиона (у коњици, еквивалент батаљону) са укупно четири ескадрона.

## Борбени пут

### Ослобођење Београда и Сремски фронт
Прва коњичка бригада учествовала је у борбама за ослобођење Београда у октобру 1944. године. Након тога, упућена је на Сремски фронт, где је водила тешке борбе против немачких и квислиншких снага. Била је под непосредном командом Штаба Прве армије ЈА и имала задатак да патролира и контролише одређене градске рејоне и комуникације.

### Завршне операције
У завршним операцијама за ослобођење Југославије, Прва коњичка бригада је успешно наступала, напредујући ка Загребу. У Загреб је ушла увече 9. маја 1945. године.

## Послератни период
Током осмомесечних борбених дејстава, Прва коњичка бригада је претрпела значајне губитке, али је извршила све постављене задатке. Крајем јула 1945. године, бригада је прешла у гарнизон у Нишу и постала језгро за формирање и развој коњичких јединица Југословенске армије (ЈА). Коњица као род војске у ЈНА је расформирана око 1959. године.

## Занимљивости
Прва коњичка бригада имала је и запажен фудбалски тим, у којем су, између осталих, играла браћа Чајковски, Стјепан Бобек и Фрањо Шоштарић.